# 요한 루드비 모빙켈

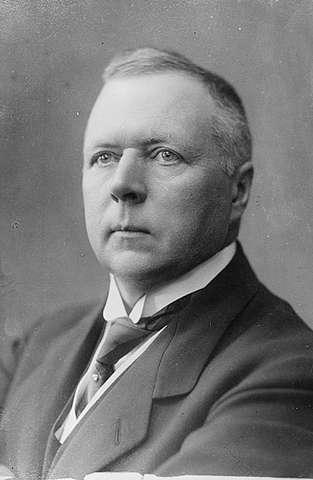
요한 루드비 모빙켈

요한 루드비 모빙켈(노르웨이어: Johan Ludwig Mowinckel, 1870년 10월 22일 노르웨이 베르겐 ~ 1943년 9월 30일 미국 뉴욕)은 노르웨이의 정치인이다. 소속 정당은 자유당이다.

## 생애
베르겐 출신이며 오슬로 대학교에 재학했다. 1899년에는 베르겐 시 의회 의원으로 선출되었고 1902년부터 1906년까지, 1911년부터 1913년까지 베르겐 시장을 역임했다. 1906년에는 노르웨이 의회 베르겐 대표 의원으로 선출되었으며 1916년부터 1918년까지 노르웨이 의회 의장을 역임했다.
1921년부터 1923년까지 노르웨이 공업부 장관을 역임했으며 노르웨이 외무부 장관을 4차례(1922년 5월 31일 ~ 1923년 3월 6일, 1924년 7월 25일 ~ 1926년 3월 5일, 1928년 2월 15일 ~ 1931년 5월 21일, 1933년 3월 3일 ~ 1935년 3월 20일) 역임했다. 선박 회사인 A/S J. 루드비 모빙켈 레데리(A/S J. Ludwig Mowinckels Rederi)를 설립했고 노르웨이의 총리를 3차례(1924년 7월 25일 ~ 1926년 3월 5일, 1928년 2월 15일 ~ 1931년 5월 21일, 1933년 3월 3일 ~ 1935년 3월 20일) 역임했다.
1925년에는 노르웨이 노벨 위원회 위원으로 위촉되었으며 1930년에는 오슬로에서 유럽의 자유 무역 촉진에 관한 국제 회의를 주최했다. 1933년에는 국제 연맹에서 근무했다.